# Левис (приток Кеми)
Левис, в среднем течении и верховьях Урам — река в России, протекает по территории Кемского и Беломорского районов Карелии. Устье реки находится в 21 км по правому берегу реки Кеми. Длина реки — 19 км.
Река имеет правый одноимённый приток, вытекающий из Большого Кривого озера.

## Данные водного реестра
По данным государственного водного реестра России относится к Баренцево-Беломорскому бассейновому округу, водохозяйственный участок реки — Кемь от Кривопорожского гидроузла и до устья. Речной бассейн реки — бассейны рек Кольского полуострова и Карелии, впадает в Белое море.

## Карты
- Лист карты Q-36-115,116 Маслозеро. Масштаб: 1 : 100 000. Состояние местности на 1980 год. Издание 1985 г.
- Лист карты Q-36-117,118 Кемь. Масштаб: 1 : 100 000. Состояние местности на 1980 год. Издание 1985 г.